# Рамирес Сеньини, Эстебан
Эстебан Рамирес Сеньини (исп. Esteban Ramírez Segnini; 2 февраля 1987, Сан-Хосе, Коста-Рика) — коста-риканский футболист, полузащитник клуба «Сан-Карлос» и сборной Коста-Рики.

## Клубная карьера
В 2007 году Рамирес начал карьеру в клубе «Депортиво Саприсса». В том же году он дебютировал в чемпионате Коста-Рики. Вместе с клубом Эстебан трижды стал чемпионом Коста-Рики. Летом 2009 года Рамирес перешёл в «Универсидад де Коста-Рика». 26 июля в матче против «Перес-Селедон» он дебютировал за новый клуб. 11 октября в поединке против «Пунтаренас» Эстебан забил свой первый гол за «Универсидад де Коста-Рика». Летом 2010 года Рамирес перешёл в «Эредиано». 26 июля в матче против «Пунтаренас» он дебютировал за новую команду. 15 августа в поединке против «Лимона» Эстебан забил свой первый гол за «Эредиано». 18 марта 2015 года в матче Лиги чемпионов КОНКАКАФ против мексиканского «Америки» Рамирес  отметился забитым мячом. В составе «Эредиано» он пять раз выиграл чемпионат.

## Международная карьера
18 октября 2010 года в товарищеском матче против сборной Ямайки Рамирес дебютировал за сборную Коста-Рики.

## Достижения
Командные
 «Депортиво Саприсса»
- Чемпионат Коста-Рики по футболу — Зима 2007
- Чемпионат Коста-Рики по футболу — Лето 2008
- Чемпионат Коста-Рики по футболу — Зима 2008

 «Эредиано»
- Чемпионат Коста-Рики по футболу — Лето 2012
- Чемпионат Коста-Рики по футболу — Лето 2013
- Чемпионат Коста-Рики по футболу — Лето 2015
- Чемпионат Коста-Рики по футболу — Лето 2016
- Чемпионат Коста-Рики по футболу — Лето 2017